# Хоцивель
Хоцивель (пол. Chociwel, нім. Freienwalde, стара назва Лісноволя) — місто в північно-західній Польщі, на річці Крапель. 
На 31 березня 2014 року, в місті було 3 196 жителів .

## Краєзнавча довідка
За даними від 1 січня 2009 площа міста складає 3,67 км². Хоча Хоцивель невеликий, але він завжди був саме типовим містом, оскільки уже багато століть це осередок харчової і деревообробної промисловості. Був фортецею поморян в X–XII ст. Права міста отримав у 1338 році як власність шляхетського роду Веделів. З 1648 року під пануванням Бранденбургії. Збереглися давні урбаністичні пам'ятки.
Залізнична станція Хоцивель — важливий пункт на лінії зі Щецина і Старгарда на схід - до Гдині, Гданська, тому тут зупиняється багато поїздів далекого сполучення, якими можна дістатися багатьох міст північної Польщі. Зі Щецина через Старгард щогодини курсують приміські електропоїзди. Докладніше про це - на сторінці Хоцивель (станція).
З міста курсують також приміські автобуси до найбільших міст Щецинського воєводства і в сусідні села. Основний автоперевізник - приватний підприємець Федончак. Втім, до Щецина дешевше, скоріше і частіше їздить залізничний транспорт.
Районами міста вважаються Колат, Студянка. За адмінподілом у 1975–1998 рр. місто підпорядковувалося Щецинському воєводству.

## Демографія
Демографічна структура станом на 31 березня 2011 року:
|          | Загалом | Допрацездатний вік | Працездатний вік | Постпрацездатний вік |
| -------- | ------- | ------------------ | ---------------- | -------------------- |
| Чоловіки | 1611    | 301                | 1189             | 121                  |
| Жінки    | 1676    | 310                | 1060             | 306                  |
| Разом    | 3287    | 611                | 2249             | 427                  |

- Вікова піраміда станом на 2014 рік[6] (жінки/чоловіки).

## Пам'ятки

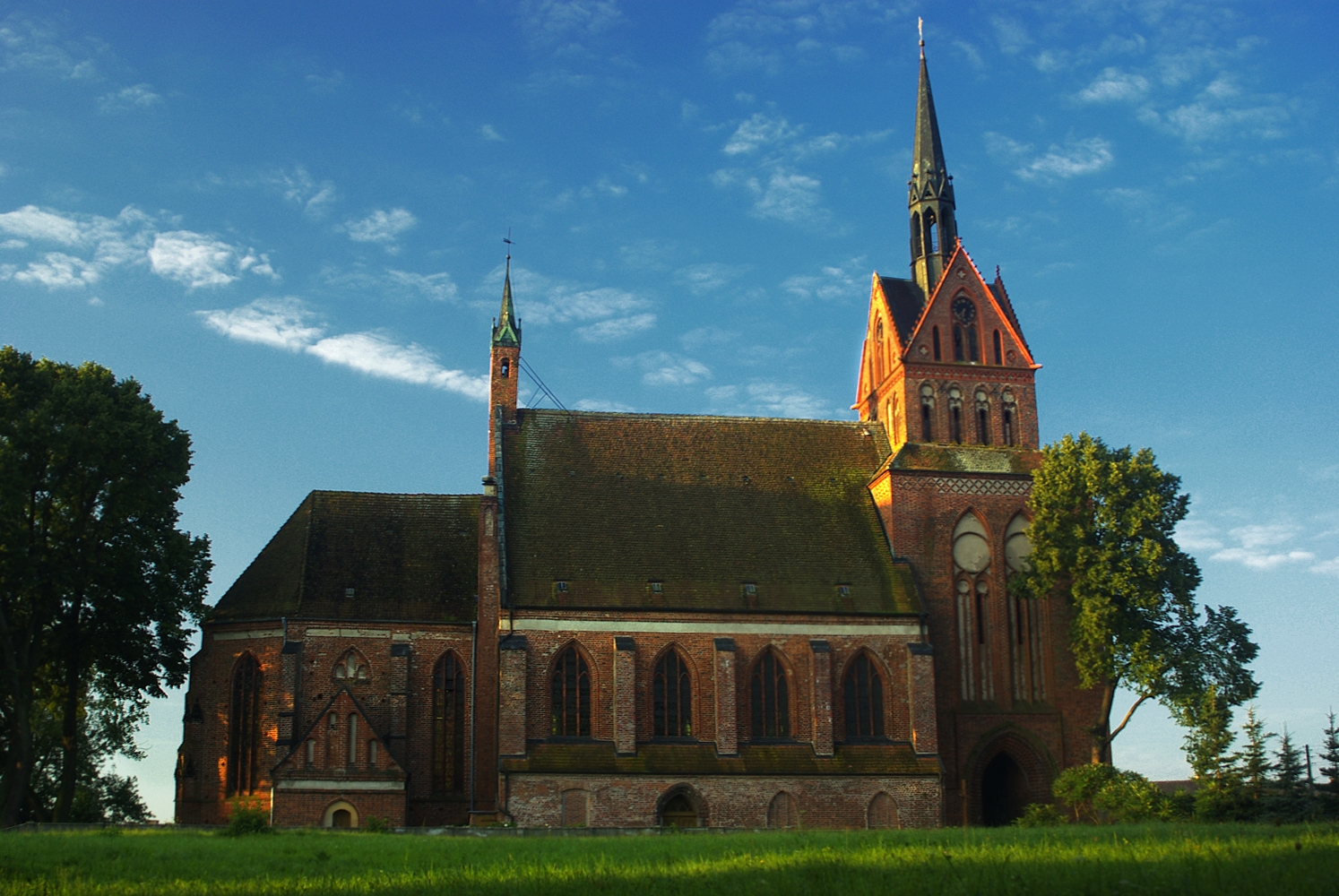
Костел Матки Боски Болесної

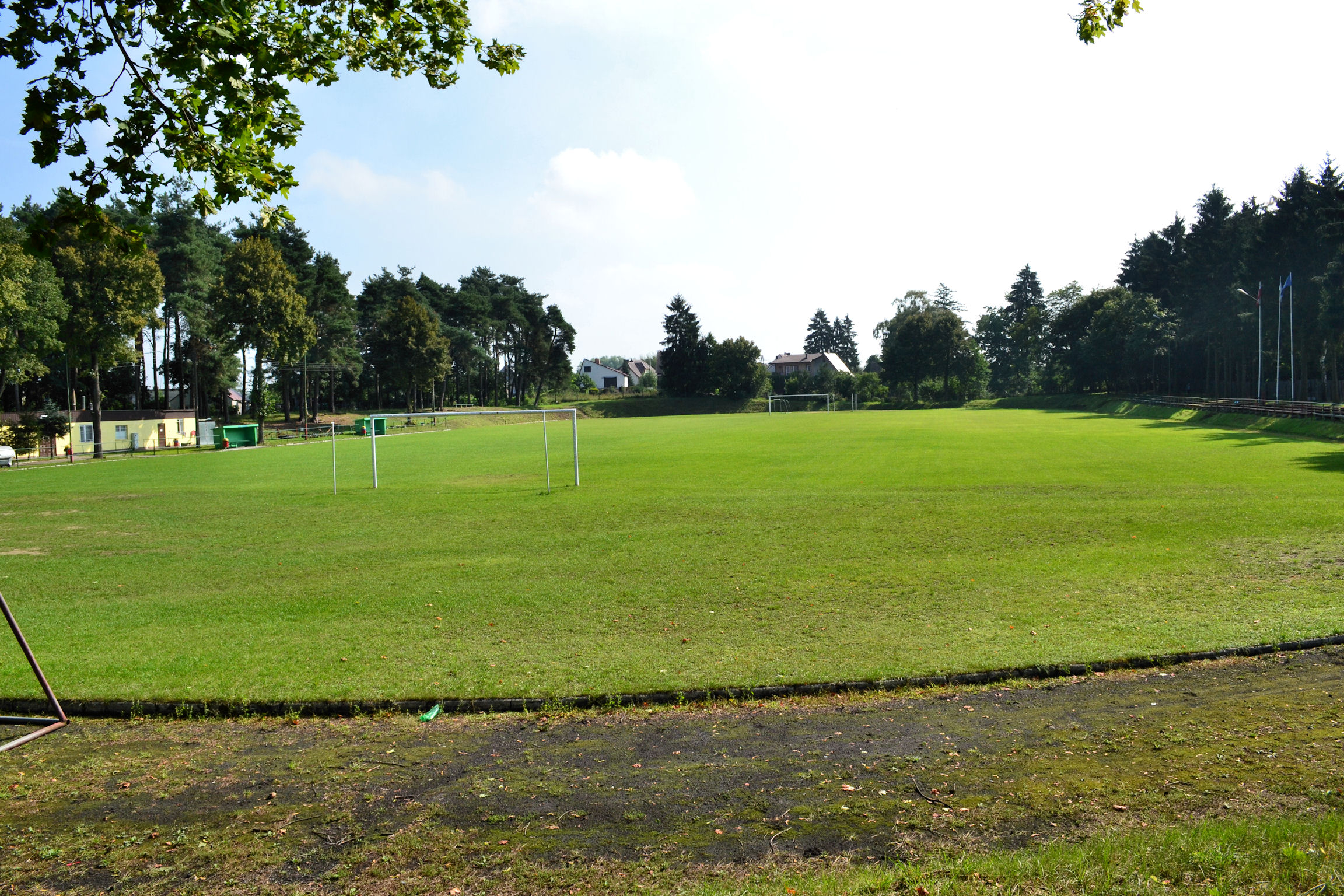
Міський стадіон

- Костел Матки Боски Болесної в Хоцивлі – готична будівля XV століття. Перша церква була побудована в Хоцивлі в 1124 році. Будівництво справжнього храму на честь богоматері було розпочато в 1408 році і завершено 1460 року. Останній парафіяльний священик до Реформації Роман Паулюс Кіцман взяв на себе обов'язки 1489 року. З 1945 р., з поверненням місцевості до Польщі, будівлю знову перейняли католики. З тих пір будівля чинна. Костел освятив ксьондз Віктор Щасний 17 серпня 1945 року.
- будинок млинаря
- фрагменти оборонних мурів
- Палац при вулиці Колат 3, збудований в 60-ті рр. ХІХ ст., перебудований на переломі XIX/XX століть
- євр.цвинтар

## Спорт
У місті діє стадіон з постійно доглянутим натуральним покриттям.
Місцева спортивна команда існує з 1948 року.
Діє клуб м'ячевих ігор.

## Управління

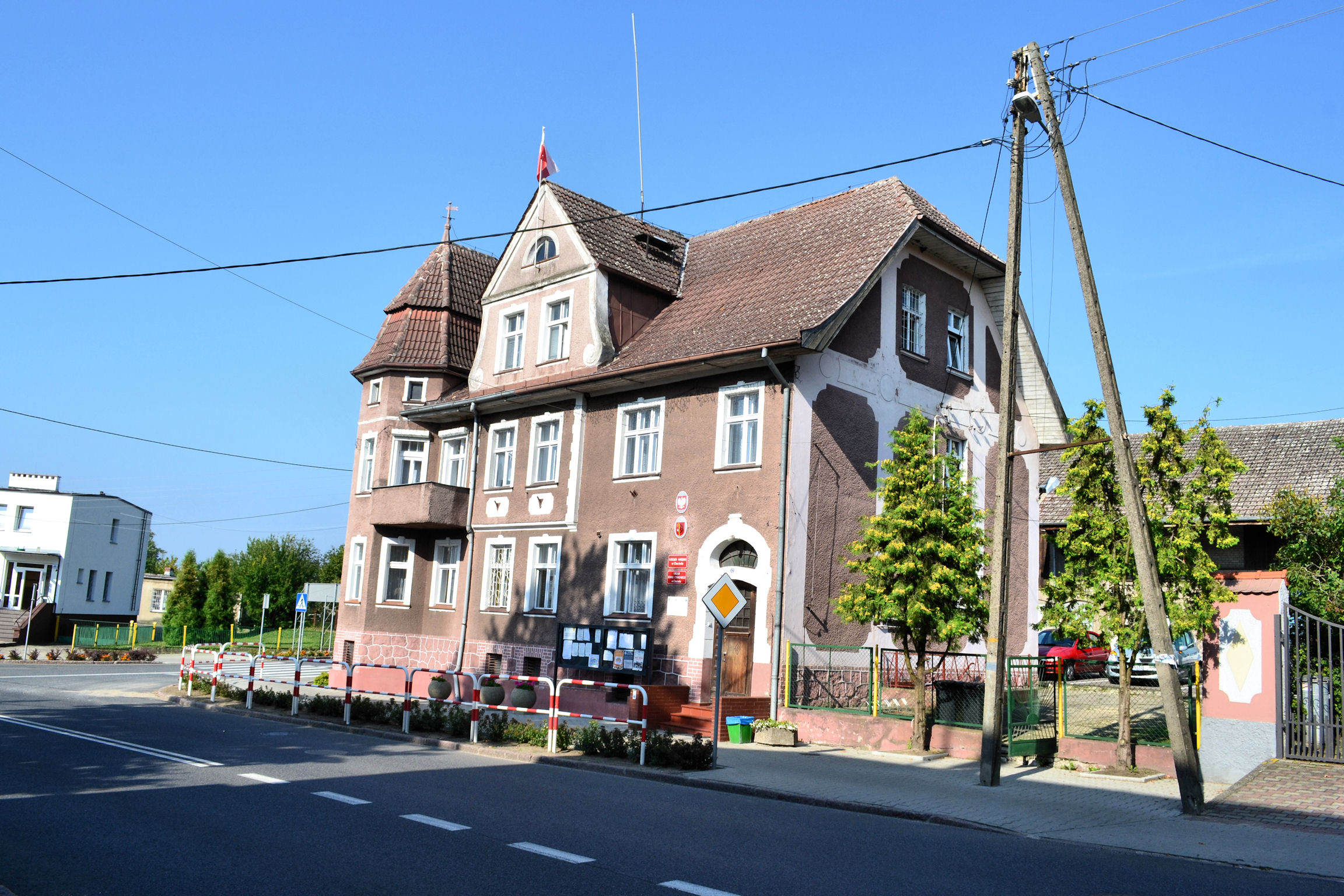
Будинок міської управи

Міська рада складається з 15 депутатів. Її юрисдикція поширюється на кілька сусідніх населених пунктів.